# Noville (Vaud)
Pour les articles homonymes, voir Noville.
Noville est une commune suisse du canton de Vaud, située dans le district d'Aigle. Située au bord du Léman à l'embouchure du Rhône, elle compte 1 169 habitants en 2022.

## Géographie

### Situation

Vue aérienne (1971).

Le territoire de Noville s'étend sur 10,35 km2. Lors du relevé de 2013-2018, les surfaces d'habitations et d'infrastructures représentaient 10,0 % de sa superficie, les surfaces agricoles 39,7 %, les surfaces boisées 35,3 % et les surfaces improductives 15,0 %.
La commune de Noville se situe au bord du lac Léman. Elle comprend le village de Noville et le hameau de Crebelley. Les eaux du Léman, du Rhône et de l'Eau Froide sont les frontières naturelles respectivement nord, ouest et est du territoire communal de Noville, étendu à travers la basse plaine du Rhône ; au sud, elle jouxte les communes de Chessel, Roche et Rennaz et a une superficie d'environ 10 km2. Un canal d'assainissement parallèle au Rhône, le Grand-Canal, traverse les terres pratiquement plates, où la dénivellation la plus importante n'est que de 20 mètres au-dessus du niveau du lac. D'origine géologique incertaine, ces « crêts » seraient des moraines médianes ou un soulèvement du sol provoqué par l'éboulement d'une partie de la montagne avoisinante, le Grammont.

### Réserve naturelle des Grangettes
Sur la commune de Noville se trouve la réserve naturelle des Grangettes. Cette zone naturelle protégée, à l'embouchure du Rhône dans le lac Léman, est une zone humide d'importance nationale (Inventaire fédéral) et internationale (Convention de Ramsar). Le site, bien que marécageux, présente une grande diversité d'espèces d'orthoptères (sauterelles, grillons, criquets) dont l'inventaire a été publié en 2020,.

### Environnement et gaz
Entre 2009 et 2010, l'entreprise Petrosvibri SA a effectué un forage oblique de 4 300 mètres sur le territoire de la commune de Noville. En septembre 2011, Petrosvibri a annoncé la présence de gaz piégé (dont l'exploitation implique une fracturation hydraulique, comme pour le gaz de schiste) sous le lac Léman,,. Son exploitation n'a pas été autorisée.
Petrosvibri SA est une société suisse détenue par Gaznat SA et Holdigaz SA, toutes deux sociétés assurant l’approvisionnement, le transport et la distribution du gaz naturel en Suisse occidentale. Les communes de Genève, Lausanne, Montreux et Vevey, ainsi que d'autres villes et régions sont actionnaires de ces sociétés faisant de la société Petrosvibri une entreprise majoritairement en main publique.
Le 30 mai 2017, le Tribunal cantonal donne raison à l'association Halte aux forages Vaud dans un arrêt au sujet de la décision de la Commune de Noville d’interdire une manifestation le 3 septembre 2016. Le défilé, qui devait réunir 1 500 participants, devait rejoindre le site de forage de Noville depuis Villeneuve à travers la réserve naturelle des Grangettes. Le tribunal a estimé que les autorités de Noville n’avaient pas appliqué le principe de proportionnalité. La manifestation avait été autorisée le 2 septembre 2016.
En 2018, à la suite du dépôt de l'initiative populaire cantonale « Non au gaz de schiste », le Grand Conseil du canton de Vaud interdit l'extraction d'hydrocarbures dans le canton.

## Histoire
Noville fut mentionnée sous les noms de Nova villa en 903 et de Nouila en 1162/1173. On trouve une nécropole du haut Moyen Âge à Crebelley. Au Moyen Âge, l'abbaye de Saint-Maurice et divers seigneurs avaient des droits sur les terres de Noville qui relevaient au temporel de la châtellenie de Chillon, au spirituel du diocèse de Sion. Sous le régime bernois (1476-1798), Noville fit partie du gouvernement et du mandement d'Aigle (châtellenie avec Rennaz et Roche), puis passa en 1798 au district d'Aigle. L'église paroissiale, dédiée à saint Maurice et attestée en 1177, relevait du Grand-Saint-Bernard. Une confrérie du Saint-Esprit est attestée en 1309.
Dès le XIIIe siècle au plus tard, Noville, Villeneuve, Rennaz et Crebelley exploitaient en commun certains bois et pâturages. Le partage des biens indivis a lieu avec Villeneuve en 1809 et avec Rennaz en 1840, 1877, 1905 et 1992. Les crues du lac et les errances du Rhône ont conduit à l'endiguement du fleuve au XIXe siècle et à la construction du Grand Canal de 1840 à 1850, ce qui permit d'étendre les terres cultivables (tabac, cultures maraîchères). En 2000, on dénombrait vingt-cinq exploitations agricoles ; la Société de laiterie fondée en 1947 a été dissoute en 2008. Noville connaît depuis les années 1980 un développement résidentiel ; en 2000, plus des trois cinquièmes de la population active sont des pendulaires.

## Population

### Gentilé
Les habitants de la commune se nomment les Novillois.
Ils sont surnommés les Lovats (une espèce de tique),.

### Démographie

#### Évolution de la population
Noville compte 1 169 habitants au 31 décembre 2022 pour une densité de population de 113 hab/km2. Sur la période 2010-2019, sa population a augmenté de 68,1 % (canton : 12,9 % ; Suisse : 9,4 %).  

#### Pyramide des âges
En 2020, le taux de personnes de moins de 30 ans s'élève à 36,5 %, au-dessus de la valeur cantonale (35 %). Le taux de personnes de plus de 60 ans est quant à lui de 20,5 %, alors qu'il est de 21,9 % au niveau cantonal.
La même année, la commune compte 587 hommes pour 591 femmes, soit un taux de 49,8 % d'hommes, supérieur à celui du canton (49,1 %).
| Hommes | Classe d’âge | Femmes |
| ------ | ------------ | ------ |
| 0,3    | 90 ans ou +  | 0,8    |
| 5,6    | 75 à 89 ans  | 5,9    |
| 15,0   | 60 à 74 ans  | 13,4   |
| 22,8   | 45 à 59 ans  | 23,2   |
| 20,1   | 30 à 44 ans  | 20,0   |
| 16,5   | 15 à 29 ans  | 17,8   |
| 19,6   | - de 14 ans  | 19,0   |

| Hommes | Classe d’âge | Femmes |
| ------ | ------------ | ------ |
| 0,5    | 90 ans ou +  | 1,4    |
| 6,1    | 75 à 89 ans  | 8,2    |
| 13,3   | 60 à 74 ans  | 14,3   |
| 21,5   | 45 à 59 ans  | 21,2   |
| 22,0   | 30 à 44 ans  | 21,4   |
| 19,6   | 15 à 29 ans  | 18,0   |
| 16,9   | - de 14 ans  | 15,5   |

## Culture et patrimoine

### Patrimoine bâti
- École (1871) par l'architecte François Jaquerod.

### Personnalité célèbres
L'acteur Jean-Marc Bory y est né en 1934.